# Comuna Poroșcovo, Pereciîn
Poroșcovo (în ucraineană Порошково) este o comună în raionul Pereciîn, regiunea Transcarpatia, Ucraina, formată din satele Maiurkî, Mokra și Poroșcovo (reședința).

## Demografie
Componența lingvistică a comunei Poroșcovo
     Ucraineană (93,43%)
     Română (5,01%)
     Alte limbi (1,4%)
Conform recensământului din 2001, majoritatea populației comunei Poroșcovo era vorbitoare de ucraineană (93,43%), existând în minoritate și vorbitori de română (5,01%).